# 치킵 댄서즈
《치킵 댄서즈》(일본어: チキップダンサーズ)는 산엑스의 같은 이름인 마스코트 캐릭터 시리즈를 기반으로 팬웍스에서 만든 일본의 텔레비전 애니메이션이다. 제1기는 2021년 10월 5일부터 2022년 3월 29일까지, 제2기는 2022년 9월 27일부터 2023년 3월 28일까지, 제3기는 2023년 9월 25일부터 2024년 3월 25일까지 방영되었다. 대한민국에서는 대교어린이TV에서 방영했다.

## 한국어판 목소리 출연
- 정재헌: 스킵 개구리 선생님, 물렁뼈, 우유아이스
- 황해준: 뼈치킨, 튀김꼬치
- 이이로: 사과사탕, 구슬떡, 물과 기름의 요정(1~2기), 해설
- 김선웅: 참개구리 사부님, 올챙이 제자
- 이엘리사: 물과 기름의 요정(3기), 래퍼 생쥐, 작은 꽃병, 어린 스킵 개구리 선생님